# Municipio de Randolph (Minnesota)
El municipio de Randolph (en inglés: Randolph Township) es un municipio ubicado en el condado de Dakota en el estado estadounidense de Minnesota. En el año 2010 tenía una población de 659 habitantes y una densidad poblacional de 24,07 personas por km².

## Geografía
El municipio de Randolph se encuentra ubicado en las coordenadas 44°32′4″N 92°58′9″O / 44.53444, -92.96917. Según la Oficina del Censo de los Estados Unidos, el municipio tiene una superficie total de 27.38 km², de la cual 23,92 km² corresponden a tierra firme y (12,64 %) 3,46 km² es agua.

## Demografía
Según el censo de 2010, había 659 personas residiendo en el municipio de Randolph. La densidad de población era de 24,07 hab./km². De los 659 habitantes, el municipio de Randolph estaba compuesto por el 98,33 % blancos, el 0,61 % eran asiáticos y el 1,06 % eran de una mezcla de razas. Del total de la población el 0,76 % eran hispanos o latinos de cualquier raza.